# 赫斯登 (比利时林堡省)
赫斯登（荷蘭語：Heusden，荷蘭語發音：[ˈɦøːzdə(n)] ⓘ）是比利时弗拉芒大區林堡省的一个城镇。赫斯登原为一独立市镇，1977年，赫斯登与市镇佐尔德合并为市镇赫斯登-佐尔德。